# Addison (Alabama)
Pour les articles homonymes, voir Addison.
Addison est une ville située dans le Comté de Winston dans l'état d'Alabama, aux États-Unis.
Au recensement de 2010, elle avait 758 habitants.

## Démographie
| 1950 | 1960 | 1970 | 1980 | 1990 | 2000 | 2010 | - |
| ---- | ---- | ---- | ---- | ---- | ---- | ---- | - |
| 590  | 343  | 692  | 746  | 626  | 723  | 758  | - |

## Source
- (en) Cet article est partiellement ou en totalité issu de l’article de Wikipédia en anglais intitulé « Addison, Alabama » (voir la liste des auteurs).